# Cheraman-Freitagsmoschee

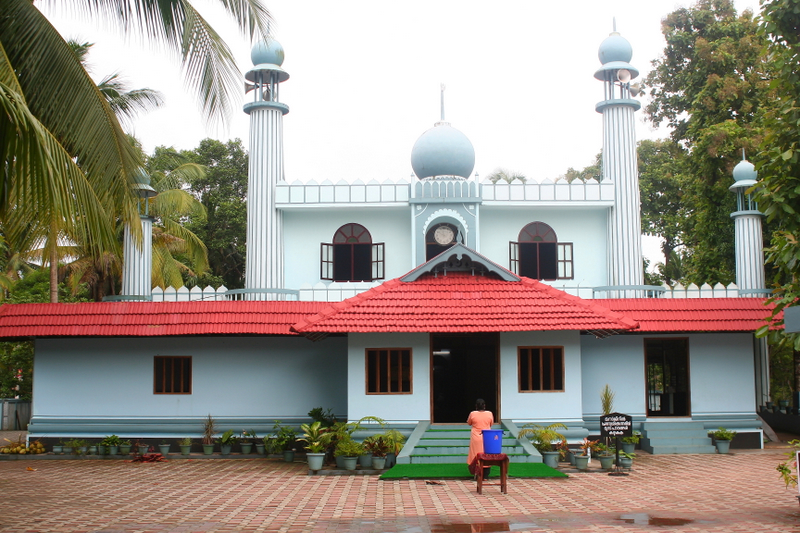
Die Cheraman-Freitagsmoschee in ihrem heutigen Zustand

Die Cheraman-Freitagsmoschee (Cheraman Juma Masjid) ist eine Moschee in der Stadt Kodungallur (Cranganore) im südindischen Bundesstaat Kerala. Es wird angenommen, dass sie 629 von Malik Ibn Dinar erbaut wurde. Sie gilt als älteste Moschee Indiens und als zweitälteste Freitagsmoschee weltweit.

## Geschichte
Die Moschee wurde während der Lebenszeit Mohammeds erbaut, so dass vermutet wird, dass einige seiner Anhänger hier begraben sein könnten.
Anders als in anderen Moscheen Keralas ist diese Moschee ostwärts orientiert anstatt westwärts.
Seit alters her gab es rege Handelskontakte zwischen der Arabischen Halbinsel und dem Indischen Subkontinent. Als der Islam auf der Bildfläche erschien, machten arabische Händler die neue Religion in Indien bekannt. Viele Inder, die in den Küstengebieten um Kerala lebten, konvertierten zum Islam. Es wird gesagt, dass König Cheraman Perumal der erste Konvertit zum Islam in Indien sei.

## Architektur
Die Moschee wurde ursprünglich im traditionellen Stil der Hindutempel erbaut. Gemäß der Hindutradition benutzte man in der Moschee Öllampen aus Messing. Man nimmt an, dass ein weißer Block aus Marmor aus Mekka stammt. Die Cheraman-Freitagsmoschee wurde im Laufe ihrer Geschichte mehrmals umgebaut, sodass sich die ursprüngliche Bauform nicht erhalten hat. Bei den Umbauten wurden die traditionell keralesischen steilen Dächer abgebaut und durch Flachdächer, Kuppeln und Minarette nach nahöstlichem Vorbild ersetzt.